# Stardew Valley
Stardew Valley je videohra se simulací života na farmě z roku 2016, kterou vyvinul Eric "ConcernedApe" Barone. Hráči převezmou roli postavy, která zdědí zchátralou farmu jejich zesnulého dědečka v místě známém jako "Stardew Valley". Hra byla poprvé vydána pro Windows v únoru 2016 a později byla uvedena i na dalších platformách.
Hra je silně inspirována herní sérií Story of Seasons od japonského vývojáře videoher Marvelous (dříve známá jako Harvest Moon). Po dobu 4 let Eric Barone vyvíjel hru sám, s pomocí jeho komunity, od které dostával zpětnou vazbu. Barone ve Stardew Valley vyřešil některé nedostatky těchto her, což využil jako příležitost k zlepšení svých programovacích a designových schopností. Zhruba v polovině vývoje hry Baroneho oslovilo britské studio Chucklefish s nabídkou vydání hry, což mu umožnilo se více soustředit na její dokončení.
Hra byla poprvé uvedena na trh v únoru 2016, a to na platformu Windows. O několik měsíců později byla zpřístupněna i na Linux a macOS a ke konci roku i na PlayStation 4 a Xbox One. O něco později vyšla verze pro Nintendo Switch, rok na to i Playstation Vita a iOS. Naposledy Barone hru rozšířil na platformu Android, a to v roce 2019.
Hra je považována za jednu z nejlepších videoher vůbec.

## Hratelnost
Ve hře hráč převezme roli postavy, která, aby unikla od ruchu práce v kanceláři, převezme dědečkovu zchátralou farmu v místě zvaném Stardew Valley. Hráč spravuje čas a energii postavy, která uklízí farmu, zasazuje a stará se o plodiny, chová hospodářská zvířata, vyrábí různé věci a přístroje, těží rudu a zapojuje se do společenských aktivit s různými obyvateli města, přičemž získává herní měnu k rozšíření farmy. Hra je vedena otevřeně, umožňuje hráči dělat činnosti, které v danou chvíli uzná za vhodné.
Stardew Valley byla původně pouze hra pro jednoho hráče, avšak dne 30. 8. 2018 byl uveden i režim pro více hráčů.
Hráč interaguje s nehráčskými postavami (NPC), kteří ve městě bydlí. Můžou s nimi i navazovat vztahy, s 12 vesničany hra dovoluje i manželství, nehledě na pohlaví. Hráč může mít se svým partnerem/partnerkou i dítě, případně ho adoptovat. Dále se hráč může věnovat rybaření, vaření, řemeslné výrobě nebo prozkoumávání jeskyně plné materiálů a rud k těžení nebo tvorů k boji. Tyto dovednosti hráč postupně zlepšuje a tím si postupně odemyká další obsah ve hře. Postava, za kterou hráč hraje, má omezené zdraví a energii, což omezuje počet úkolů, které je možné v jeden den splnit. Hlavním zdrojem doplnění je jídlo, které si hráč může buď koupit, nebo uvařit. Hra používá zjednodušený kalendář (čtyři roční období, každé má 28 dní). Plodiny jsou rozdělené podle toho, v jakém období je možné je pěstovat. Později ve hře si však hráč může opravit skleník, kde lze pěstovat jakoukoliv plodinu bez ohledu na roční období.

## Ohlasy

### Recenze
Stardew Valley je podle webu Metacritic hodnoceno "celkově příznivé" na základě více než 2600 uživatelských recenzí (bodové skóre 8.8 v květnu 2025). Na platformě Steam získala hra přes 751 000 uživatelských recenzí a je hodnocena "extrémně kladně" (stav v květnu 2025). Některé zdroje ji označují jako jednu z nejlepších videoher všech dob.
Yasuhiro Wada, tvůrce Story of Seasons, byl se Stardew Valley velmi spokojen, jelikož hra prokázala, že jeho série není zcela zapomenuta. Baroneho přístup zachoval svobodu, kterou Yasuhiro ve své sérii chtěl ponechat, avšak v pozdějších hrách byla ztracena na úkor lepší animace a grafiky. Hra je chválena i za její reprezentaci LGBT, zejména za možnost manželství postavy hráče bez ohledu na pohlaví. Gayming Magazine tuto možnost chválil, avšak zároveň kritizoval nedostatek rasové rozmanitosti. Časopis Paste hru popsal jako antikapitalistickou, zejména kvůli negativnímu zobrazení společnosti Joja Corporation.

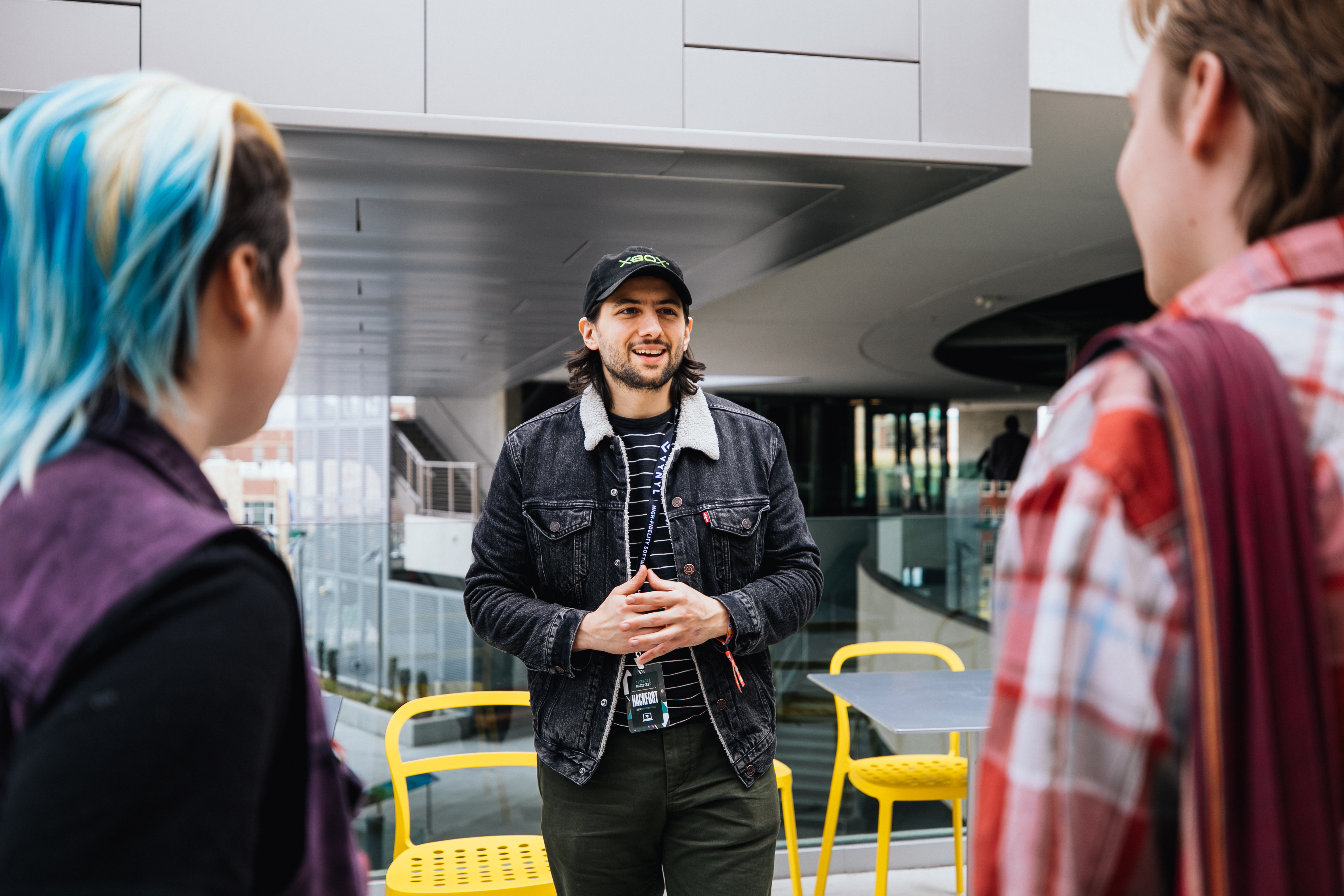
Vývojář hry, Eric "ConcernedApe" Barone

### Prodej
Hra za dva týdny prodala přes 400 000 kopií, a to přes platformy Steam a GOG.com. Během dvou měsíců se počet zvýšil na více než milion. Novináři poznamenali, že Barone je velmi podporován herní komunitou - ti, kteří hru získali nelegálně, jí byli ohromeni a uvedli, že si ji plánují koupit. Našli se i hráči, kteří nabízeli, že pomohou zaplatit hru těm, kteří si ji nemohou dovolit. Oficiální kniha s notami pro klavír a album byla vydána v roce 2018 vydavatelstvím Materia Collective.
Stardew Valley prodalo do konce roku 2017 více než 3,5 milionu kopií. Na Nintendo Switch byla hra tou nejstahovanější za rok 2017, přestože vyšla až v říjnu téhož roku. Do prosince 2024 hra prodala přes 41 milionů kopií, převážně na PC, 26 milionů, a Nintendo Switch, 7,9 milionu.

### Ceny
| Rok  | Cena                              | Kategorie                             | Výsledek  | Ref.          |
| ---- | --------------------------------- | ------------------------------------- | --------- | ------------- |
| 2016 | Golden Joystick Awards            | Nejlepší Indie hra                    | Nominace  | [ 31 ] [ 32 ] |
| 2016 | Golden Joystick Awards            | PC hra roku                           | Nominace  | [ 31 ] [ 32 ] |
| 2016 | Golden Joystick Awards            | Cena za průlom                        | Vítězství | [ 31 ] [ 32 ] |
| 2016 | The Game Awards 2016              | Nejlepší nezávislá hra                | Nominace  | [ 33 ]        |
| 2016 | Game Developers Choice Awards     | Nejlepší debut                        | Nominace  | [ 34 ]        |
| 2016 | Independent Games Festival        | Velká cena Seumase McNallyho          | Nominace  | [ 35 ]        |
| 2016 | SXSW Gaming Awards                | Nejslibnější nové duševní vlastnictví | Nominace  | [ 36 ]        |
| 2016 | 13th British Academy Games Awards | Nejlepší hra                          | Nominace  | [ 37 ]        |
| 2017 | Steam Awards                      | „Dost bylo násilí, odložme zbraně“    | Vítězství | [ 38 ]        |
| 2024 | Steam Awards                      | Nesmrtelná hra                        | Nominace  | [ 39 ]        |